# Новлино
Новлино — деревня Ивняковского сельского поселения Ярославского района Ярославской области.

## География
Деревня расположена в 24 км от Ярославля в поле, окруженного лесом, на правом берегу реки Пажица.

## История
Согласно Спискам населенных мест Ярославской губернии по сведениям 1859 года казённая и владельческая деревня Ананьино, расположенная между большими торговыми трактами в городе Суздаль и селе Осенево, относилось к 1 стану Ярославского уезда Ярославской губернии. В ней числилось 16 дворов, проживало 40 мужчин и 44 женщины.
В 2006 году деревня вошла в состав Ивняковского сельского поселения образованного в результате слияния Ивняковского и Бекреневского сельсоветов.

## Население
| 2007 | 2010 |
| ---- | ---- |
| 3    | ↗7   |

### Историческая численность населения
По состоянию на 1859 год в деревне было 8 домов и проживало 63 человека.
По состоянию на 1989 год в деревне проживало 8 человек.
По состоянию на 2002 год в деревне проживало 3 человека.

### Национальный и гендерный состав
Согласно результатам переписи 2002 года, в национальной структуре населения русские составляли 100 % из 3 чел., из них 1 мужчина, 2 женщины.

## Инфраструктура
Основа экономики — личное подсобное хозяйство. По состоянию на 2021 год большинство домов используется жителями для постоянного проживания и проживания в летний период. Вода добывается жителями из личных колодцев. Имеется таксофон (около дома №2).
Почтовое отделение №150509, расположенное в деревне Дорожаево, на март 2022 года обслуживает в деревне 12 домов.

## Транспорт
Демково расположена в 3,1 км от автодороги Р-132 «Золотое кольцо». До деревни идёт автодорога «Спасское — Пажа». Заезд осуществляется по грунтовой дороге через деревню Демково.